# Martha Layne Collins
Martha Layne Collins, född Hall 7 december 1936 i Bagdad i Kentucky, är en amerikansk demokratisk politiker. 
Hon var Kentuckys viceguvernör 1979–1983 och Kentuckys guvernör 1983–1987. Hon är första kvinnan och den enda hittills som varit delstatens guvernör.

## Biografi
Collins utexaminerades från University of Kentucky och arbetade därefter som lärare. Med början år 1971 deltog hon aktivt i olika politiska kampanjer innan hon 1979 valdes till viceguvernör. Hon efterträdde 1983 John Y. Brown, Jr. som guvernör och efterträddes 1987 av Wallace G. Wilkinson. Collins var ordförande för demokraternas konvent inför presidentvalet i USA 1984. I Shelby County döptes en skola år 2010 till Martha Layne Collins High School efter Collins.